# Stora Skärsjön (Tönnersjö socken, Halland)
Stora Skärsjön är en sjö i Halmstads kommun i Halland och ingår i Genevadsåns huvudavrinningsområde. Sjön är 11,5 meter djup, har en yta på 0,33 kvadratkilometer och befinner sig 55,3 meter över havet. Vid provfiske har bland annat abborre, gädda, karpfisk (obestämd) och mört fångats i sjön.

## Delavrinningsområde
Stora Skärsjön ingår i det delavrinningsområde (628702-133274) som SMHI kallar för Utloppet av Stora Skärsjön. Medelhöjden är 65 meter över havet och ytan är 2,56 kvadratkilometer. Det finns inga avrinningsområden uppströms utan avrinningsområdet är högsta punkten. Vattendraget som avvattnar avrinningsområdet har biflödesordning 3, vilket innebär att vattnet flödar genom totalt 3 vattendrag innan det når havet efter 21 kilometer. Avrinningsområdet består mestadels av skog (84 %). Avrinningsområdet har 0,33 kvadratkilometer vattenytor vilket ger det en sjöprocent på 12,9 %.

## Fisk
Vid provfiske har följande fisk fångats i sjön:
- Abborre
- Gädda
- Karpfisk obestämd
- Mört
- Sarv
- Sutare
- Ål